# Gibson (Iowa)
Gibson és una població dels Estats Units a l'estat d'Iowa. Segons el cens del 2000 tenia 92 habitants.

## Demografia
Segons el cens del 2000, Gibson tenia 92 habitants, 38 habitatges, i 19 famílies. La densitat de població era de 507,4 habitants/km².
Dels 38 habitatges en un 36,8% hi vivien nens de menys de 18 anys, en un 44,7% hi vivien parelles casades, en un 5,3% dones solteres, i en un 47,4% no eren unitats familiars. En el 44,7% dels habitatges hi vivien persones soles el 23,7% de les quals corresponia a persones de 65 anys o més que vivien soles. El nombre mitjà de persones vivint en cada habitatge era de 2,42 i el nombre mitjà de persones que vivien en cada família era de 3,6.
Per edats la població es repartia de la següent manera: un 33,7% tenia menys de 18 anys, un 9,8% entre 18 i 24, un 31,5% entre 25 i 44, un 6,5% de 45 a 60 i un 18,5% 65 anys o més.
L'edat mediana era de 32 anys. Per cada 100 dones de 18 o més anys hi havia 96,8 homes.
La renda mediana per habitatge era de 39.375 $ i la renda mediana per família de 45.625 $. Els homes tenien una renda mediana de 21.094 $ mentre que les dones 27.917 $. La renda per capita de la població era de 12.881 $. Entorn del 9,5% de les famílies i el 6,7% de la població estaven per davall del llindar de pobresa.

## Poblacions més properes
El següent diagrama mostra les poblacions més properes.